# 大槻マミ太郎
大槻 マミ太郎（おおつき まみたろう）は、日本の医師、医学者（皮膚科）。自治医科大学副学長、皮膚科学講座教授。社団法人日本皮膚科学会東部支部支部長、日本研究皮膚科学会評議員、山王病院皮膚科医師。
東京大学医学部講師、自治医科大学副学長、社団法人日本皮膚科学会運営委員などを歴任した。

## 来歴

### 生い立ち
東京大学医学部医学科にて医学を学び、1986年卒業。同年、母校の東京大学医学部にて、皮膚科に入局。また、1990年、ニューヨーク大学医療センターに留学。

### 医学者として
1994年、東京大学医学部講師就任、皮膚科を担当。1998年、自治医科大学医学部助教授に就任、皮膚科を担当。2004年、自治医科大学医学部教授に昇任、引き続き皮膚科を担当。また、財団順和会が運営する山王病院にて、皮膚科医師を非常勤で務めている。2019年より現職。

## 研究
専門は医学であり、皮膚科の分野を中心に研究している。特に、アトピー性皮膚炎や乾癬に関する領域を取り扱うとともに、ケラチンについて分子生物学の観点を絡めて研究している。また、外用薬の開発にも取り組んでいる。具体的には、タクロリムス軟膏、抗ヒスタミン薬、保湿薬、シクロスポリン、ビタミンD3外用薬、紫外線治療、バイオロジクスなどを手がけている。
学会活動としては、日本皮膚科学会、日本研究皮膚科学会、日本アレルギー学会や日本乾癬学会などに参加している。特に、日本皮膚科学会では、運営委員などを歴任した。その後、東日本を所管する日本皮膚科学会東部支部の支部長を務めるとともに、名誉会員・功労会員推薦委員会の委員を兼任している。また、日本研究皮膚科学会では、評議員などを務めていた。

## 人物
- 「マミ太郎」という名前は本名。親が女の子が生まれるものとずっと勘違いしており、「マミ」と名付けるつもりだったが男の子が生まれたのでこのような名前になったという。
- 学生時代から皮膚科を専攻しているが、その皮膚科の特徴について「その中に内科も外科も、そして病理学も生化学も免疫学もあり、それはもう皮膚科学の門を開けたらまた別の次元の医学があるといえるほどバラエティ豊かで、皮膚という薄っぺらなイメージからは想像できないくらい、裾野も奥行きも広い学問だ」[8]と語っている。

## 略歴
- 1986年 - 東京大学医学部卒業。
- 1986年 - 東京大学医学部入局。
- 1990年 - ニューヨーク大学医療センター留学。
- 1994年 - 東京大学医学部講師。
- 1997年 - 博士論文 東京大学に通過。論文の題は「ケラチンK5遺伝子の転写制御因子(AP2、Sp1を含む)について」　[9]
- 1998年 - 自治医科大学医学部助教授。
- 2004年 - 自治医科大学医学部教授。
- 2019年 - 自治医科大学副学長。

## 著作
- 大槻マミ太郎編纂『ヴィジュアル・ダーマトロジー――目で見る皮膚科学』1巻2号、秀潤社、2002年4月。